# Centromerus obenbergeri
Centromerus obenbergeri är en spindelart som beskrevs av Josef Kratochvíl och Miller 1938. Centromerus obenbergeri ingår i släktet Centromerus och familjen täckvävarspindlar.
Artens utbredningsområde är Montenegro. Inga underarter finns listade i Catalogue of Life.